# Paolo Ríos
Paolo Santiago Rios Vargas (Ciudad de México, México; 14 de febrero de 2000) es un futbolista mexicano que inició su trayectoria en Club América, después fue a jugar a Estados Unidos con el Houston Dynamo. Se desempeña como Centrocampista y actualmente juega para Mineros de Zacatecas de la Liga de Expansión MX.
Hizo su debut profesional con el Club América en la Liga MX, en donde también hizo toda su formación de fuerzas básicas.

## Trayectoria
Formado en las inferiores del Club América, Ríos debutó en el primer equipo el 30 de agosto de 2019 ante Atlas.
A mediados del 2022, firmó en el Houston Dynamo 2 de la MLS Next Pro estadounidense.
De cara a la temporada 2024, Ríos regresó a México y fichó en el Tlaxcala Fútbol Club.

## Clubes
| Club                 | País           | Año           |
| -------------------- | -------------- | ------------- |
| Club América         | México         | 2019-2021     |
| Houston Dynamo 2     | Estados Unidos | 2022-2023     |
| Tlaxcala F. C.       | México         | 2024-2025     |
| Mineros de Zacatecas | México         | 2025-presente |